# اچ‌ام‌اس پروتکتور (ای۱۴۶)
اچ‌ام‌اس پروتکتور (ای۱۴۶) (به انگلیسی: HMS Protector (A146)) یک کشتی بود که طول آن ۳۴۶ فوت (۱۰۵ متر) بود. این کشتی در سال ۱۹۳۶ ساخته شد.